# Pristimantis rozei
Espèce
Synonymes
- Eleutherodactylus rozei Rivero, 1961

Statut de conservation UICN

 DD  : Données insuffisantes
Pristimantis rozei est une espèce d'amphibiens de la famille des Craugastoridae.

## Répartition
Cette espèce est endémique de l'État d'Aragua au Venezuela. Elle se rencontre à Curucuruma vers 1 000 m d'altitude.

## Étymologie
Cette espèce est nommée en l'honneur de Jánis Arnold Roze.

## Publication originale
- Rivero, 1961 : Salientia of Venezuela. Bulletin of the Museum of Comparative Zoology, vol. 126, p. 1-207 (texte intégral).